# 売上帳
売上帳（うりあげちょう）は、会計帳簿の一つで、商品の売上の状況を記録するための帳簿。補助簿の中の補助記入帳一つで必ずしも作成しなければならない訳ではない。。月末には、総売上高、売上戻り高、純売上高を記載する。